# Ivan Quaresma da Silva
Ivan Quaresma da Silva (Rio das Pedras, 7 febbraio 1997) è un calciatore brasiliano, portiere dell'Internacional.

## Carriera

### Club
Cresciuto nel settore giovanile del Ponte Preta, ha debuttato in prima squadra l'11 dicembre 2016 disputando l'incontro di Série A vinto 2-0 contro il Coritiba.

### Nazionale
Il 16 agosto 2019 è stato convocato dal CT della Seleção Tite per disputare le amichevoli contro Colombia e Perù.

## Statistiche
Statistiche aggiornate al 25 agosto 2019.

### Presenze e reti nei club
| Stagione        | Squadra         | Campionato      | Campionato | Campionato | Coppe nazionali | Coppe nazionali | Coppe nazionali | Coppe continentali | Coppe continentali | Coppe continentali | Altre coppe | Altre coppe | Altre coppe | Totale | Totale | Totale |
| Stagione        | Squadra         | Comp            | Pres       | Reti       | Comp            | Pres            | Reti            | Comp               | Pres               | Reti               | Comp        | Pres        | Reti        | Pres   | Reti   |        |
| --------------- | --------------- | --------------- | ---------- | ---------- | --------------- | --------------- | --------------- | ------------------ | ------------------ | ------------------ | ----------- | ----------- | ----------- | ------ | ------ | ------ |
| 2016            | Ponte Preta     | A1/SP+A         | 1          | 0          | CB              | 0               | 0               |                    | -                  | -                  |             | -           | -           | 1      | 0      |        |
| 2017            | Ponte Preta     | A1/SP+A         | 0          | 0          | CB              | 0               | 0               | CS                 | 0                  | 0                  |             | -           | -           | 0      | 0      |        |
| 2018            | Ponte Preta     | A1/SP+B         | 16+38      | -12;-30    | CB              | 8               | -2              |                    | -                  | -                  |             | -           | -           | 62     | -44    |        |
| 2019            | Ponte Preta     | A1/SP+B         | 13+15      | -7;-15     | CB              | 1               | -2              |                    | -                  | -                  |             | -           | -           | 29     | -24    |        |
| Totale carriera | Totale carriera | Totale carriera | 83         | -64        |                 | 9               | -4              |                    | 0                  | 0                  |             | -           | -           | 92     | -68    |        |

## Palmarès
- Campionato Gaúcho: 1

Internacional: 2025